# Bariārpur
Bariārpur är en ort i Indien.   Den ligger i distriktet Munger och delstaten Bihar, i den östra delen av landet, 1 000 km öster om huvudstaden New Delhi. Bariārpur ligger 43 meter över havet och antalet invånare är 14 595.
Terrängen runt Bariārpur är platt åt nordost, men åt sydväst är den kuperad. Runt Bariārpur är det tätbefolkat, med 636 invånare per kvadratkilometer. Närmaste större samhälle är Jamālpur, 9,1 km väster om Bariārpur. Trakten runt Bariārpur består till största delen av jordbruksmark.